# Rožec pochybný
Rožec pochybný (Cerastium dubium) je bíle kvetoucí planě rostoucí rostlina, druh rodu rožec který byl pro své nestandardně utvářený květ (na rozdíl od většiny rožců nemá pět, ale jen tři čnělky) zařazován do rodu ptačinec (Stellaria) nebo do nově vytvořeného rodu Dichodon. Z této odlišnosti pochází i jeho druhové jméno „pochybný“.

## Rozšíření
Rostlina vyskytující od severozápadu Francie a středního Španělska směrem na východ až po střední Rusko a Střední Asii, dále vyrůstá i v severní Africe. Centrum rozšíření je ve střední a jihovýchodní Evropě, hlavně v Rakousku, Česku, Slovensku, Maďarsku, Srbsku a Rumunsku. Severní hranice výskytu prochází Německem, Polskem a Ukrajinou. Roku 1960 byl rožec pochybný poprvé zjištěn v přírodě Severní Ameriky a od té doby se po kontinentu rychle šíří.
Vyrůstá nejčastěji na periodicky zaplavovaných polích, loukách, březích vodních toků a nádrží, nevadí mu ani mírně zasolená půda, roste i podél cest a železničních tratí. Na typ půdy není náročný, může být hlinitá, jílovitá i písčitá, nejraději má bohatou na živiny a nevápennou, nejvíce se vyskytuje na místech nezapojených nebo jen s řídkým porostem. V České republice se objevuje řídce, převážně jen v nižších polohách, četnější je na jižní Moravě a naopak vzácný v Čechách.

## Popis
Jednoletá 10 až 30 cm vysoká bylina vyrůstající z tenkého rozvětveného kořene s jednoduchou, nebo již od báze do trsu rozvětvenou lodyhou která bývá vzpřímená nebo vystoupavá. Lodyha může být pouze ve spodní části načervenalá a holá, výše je zelená a porostlá žláznatými chlupy které způsobují její lepkavost. U ozimé rostliny mají přezimující přízemní listy řapíky, jsou převážně holé a v době kvetení již zasychají. Lodyžní protistojné listy 15 až 40 mm dlouhé a 1 až 3 mm široké mají krátkou pochvu, jsou čárkovité až úzce kopinaté, někdy mívají červenou špičku a bývají po obvodě i zespod chlupaté.
Květenství je tvořeno asymetrickým vidlanem se 3 až 15 květy a má hustě chlupaté a lepkavé větve. Zcela bylinné, tvarem listům podobné listeny jsou oboustranně chlupaté. Nestejně dlouhé stopky pětičetných bílých květů asi 10 mm velkých jsou za kvetení i plodů vztyčené a lepkavé, jejich délka bývá 2,5 až 4násobná délky kalichu. Kopinaté až vejčitě kopinaté, ostře zakončené, na okraji blanité zelené kališní lístky bývají velké 4 až 5,5 mm a z vnějšku jsou dlouze chlupaté. Bílé, obvejčité až kopinaté, hluboce dvoulaločné až dvoudílné korunní lístky o délce 5 až 6,5 mm jsou holé. V květu je deset tyčinek se žlutými prašníky a z vrcholu semeníku vyrůstají pouze tři bílé čnělky; kvetou od dubna do června.
Plody jsou vzpřímené válcovité tobolky 9 až 11 mm dlouhé a 2,5 až 3 mm široké které se nahoře otvírají šesti zuby. Obsahují světle hnědá, drobně bradavčitá, vejčitá semena velká asi 0,6 mm. Rostlina se rozmnožuje výhradně semeny jež mohou klíčit již na podzim nebo až z jara; semena která po vypadnutí z tobolek byla po nějakou dobu zaplavena vodou klíčí spolehlivěji.

## Ohrožení
V „Červeném seznamu cévnatých rostlin České republiky z roku 2012“ je rožec pochybný považován za silně ohrožený druh (C2b).